# YUZUTOWN
『YUZUTOWN』（ゆずタウン）は、ゆずの通算15枚目のオリジナルアルバム。2020年3月4日にセーニャ・アンド・カンパニーより発売された。

## 概要
『BIG YELL』以来、約2年ぶりのオリジナルアルバム。「公園通り」「マスカット」「マボロシ」「SEIMEI」「GreenGreen」などのタイアップ曲や、北川悠仁が作詞作曲し嵐に提供した「夏疾風」のセルフカバーなどが収録。
ジャケット写真はピクセルアート界のレジェンド「eBoy」が手がけた創造の街「YUZUTOWN」のピクセルアートで、渋谷や横浜中華街、みなとみらいなどの実在する街をモチーフに、ユーモラスなキャラクターや造形物が1コマ単位で設置され、アルバムのコンセプトが凝縮されているものとなっている。2019年12月31日には、eBoyが手がけたChip Tune的なインストゥルメンタルサウンドと壮大な世界観のピクセルアートによるティザー映像が公開された。
今作を引っさげてアリーナツアー「YUZU ARENA TOUR 2020 YUZUTOWN」を開催予定だったが、新型コロナウイルスの影響で全公演が中止となった。そのアリーナツアーの代替公演として、オンラインライブ「YUZU ONLINE LIVE 2021 YUZUTOWN / ALWAYS YUZUTOWN」が発売翌年の2021年5月29日・6月5日の2日間に渡って開催された。また、今作の発売を記念して、プレミアムライブ「YUZU SPECIAL LIVE YUZUTOWN」を2020年3月に開催する予定だったが、こちらも新型コロナウイルス感染拡大の影響で2021年9月に延期となった。
また、今作に「公園通り」が収録されていることから、渋谷PARCOとコラボレーションしたPOP-UPショップが2月29日から3月8日までの期間限定でオープンした。
発売日の3月4日は、2020年1月からゆず公式YouTubeチャンネルにてアニメーション映像でのライブ配信を行っているゆず似のデュオ「MIZU」の1stミニアルバム『MIZU』のリリース日と同日で、発売週のオリコンチャートでは同時トップ5入りを果たした。

## 収録曲
1. SEIMEI (5:13)
  - 作詞・作曲：北川悠仁 / Sound Produced by 蔦谷好位置 & ゆず / Arranged by 松任谷正隆・蔦谷好位置

日本生命CMソング
シングルとしてリリースされた弾き語りの音源ではなく、2019年の『第70回NHK紅白歌合戦』でも披露された松任谷正隆と蔦谷好位置によるフルバンドによる新アレンジを収録[2][5]。
2. チャイナタウン (4:06)
  - 作詞・作曲：北川悠仁 / Arranged by 玉屋2060% & ゆず

カラオケで本人映像ではないときに流れるドラマ仕立ての“背景映像”をオマージュしたMVが作られており、横浜中華街でのとある男女の恋愛模様を描いている。「カラオケで歌ってもらいたい」という思いから、通常のゆずのMVを製作するスタッフではなく、第一興商のスタッフが制作し、カラオケDAMにてカラオケ店限定で先行配信された。
3. ～Pinky Town～ (0:29)
  - Arranged by TeddyLoid

2020年5月から配信しているWEBラジオ番組「Yuzucast」のエンディングで流れていた。
4. 花咲ク街 (4:05)
  - 作詞・作曲：北川悠仁 / Sound Produced by 釣俊輔 & ゆず

伊藤園「お〜いお茶」CMソング[6]
2月26日にCDでのリリースに先駆けて先行配信され、MVも公開された。
5. GreenGreen (5:12)
  - 作詞・作曲：北川悠仁 / Sound Produced by 釣俊輔 & ゆず

伊藤園「お〜いお茶」CMソング
6. マボロシ (4:36)
  - 作詞・作曲：北川悠仁 / Arranged by SUNNY BOY & ゆず

NHKドラマ10『昭和元禄落語心中』主題歌
7. ～Yellow Town～ (0:33)
  - Arranged by TeddyLoid
8. イマサラ (4:14)
  - 作詞・作曲：北川悠仁 / Arranged by MEG & ゆず

北川がプロデューサーから「インドの曲を作って欲しい」と言われ、カレーを食べるなどしてインドをしっかり研究して作った。曲のタイトルは、その後プロデューサーから「もう少しインド抑えて」と言われて北川が放った言葉「今さら!?」から。
9. フラフラ (3:59)
  - 作詞・作曲：岩沢厚治 / Arranged by 須藤優 & ゆず
10. 夏疾風 (YZ ver.) (3:56)
  - 作詞・作曲：北川悠仁 / Arranged by トオミヨウ & ゆず

嵐への提供曲のセルフカバー。嵐バージョンはABC夏の高校野球応援ソングとして制作され、2018年7月に55枚目のシングルとしてリリースされた。すでに2019年の弾き語りドームツアー「ゆずのみ〜拍手喝祭〜」で弾き語りアレンジのセルフカバーが披露されていたが、音源としてはこれが初収録[2]。
北川が嵐の櫻井翔と飲んでいた時に「いつか嵐の曲を作れたらいいね」と話していたら、数ヶ月後に実際に楽曲提供が実現したという。
「夏疾風」の歌詞を春仕様に変更した「春疾風」が次作『PEOPLE』に収録されている。
11. ～Green Town～ (0:17)
  - Arranged by TeddyLoid

2020年に配信していたWEBラジオ番組「Yuzucast」のオープニングで流れていた。
12. マスカット (3:23)
  - 作詞・作曲：北川悠仁 / Sound Produced by TeddyLoid & ゆず

テレビ朝日系アニメ『クレヨンしんちゃん』主題歌
今作の中で唯一のCDシングル曲。
13. まだまだ (4:47)
  - 作詞・作曲：岩沢厚治 / Arranged by トオミヨウ & ゆず

岩沢は、今回この曲のアレンジを手掛けたトオミヨウのアレンジを聴いて、ギターの音にこだわったという。
14. 公園通り (4:38)
  - 作詞・作曲：北川悠仁 / Sound Produced by 釣俊輔 & ゆず

伊藤園「お〜いお茶」CMソング
曲の終了後少し間が開いてから、「Pinky Town」「Yellow Town」「Green Town」と同様のアレンジがされた「SEIMEI」のインスト音源がシークレットトラック的な形で収録されている。これはCDのみの収録で、ダウンロードやストリーミングでは聴くことができない。

## 演奏
- 北川悠仁：Vocal, Acoustic Guitar, Tambourine
- 岩沢厚治：Vocal, Acoustic Guitar, Harmonica
- 松任谷正隆：Acoustic Piano, Programming, All Other Instruments (#1)
- 蔦谷好位置：Programming, All Other Instruments (#1)
- 小田原豊：Drums (#1)
- 須長和広：Electric Bass (#1)
- 鳥山雄司：Acoustic Guitar, Electric Guitar (#1)
- 阿部雅士ストリングス：Strings (#1)
- 竹本健一、Luz、Junear、多和田えみ、MARU：Chorus (#1)
- 玉屋2060%：Electric Guitar, Programming, All Other Instruments (#2)
- 秦千香子：Chorus (#2.4)
- TeddyLoid：Programming, All Other Instruments (#3.7.11.12)
- 釣俊輔：Acoustic Guitar, Programming, All Other Instruments (#4.5.14)
- 柳野裕孝：Electric Bass (#4.5)
- 岩澤駿
  - Snare Drum (#4)
  - Percussions (#5)
- 中しまりん：筝 (#4)
- 佐藤和哉：篠笛 (#4)
- SUNNY BOY (TINYVOICE)：Programming, All Other Instruments (#6)
- MEG：Electric Guitar, Programming, All Other Instruments (#8)
- YUKINO：Add Voice (#8)
- 須藤優
  - Electric Guitar, Programming, All Other Instruments (#9)
  - Electric Bass (#9.13)
- トオミヨウ
  - Organ (#9.12)
  - Piano (#12)
  - Programming, All Other Instruments (#10.12)
- 湯本淳希：Trumpet, Co-Brass Arrangement (#9)
- 川島稔弘：Trombone (#9)
- 河村緑：Sax (#9)
- 松原“マツキチ”寛：Drums (#10)
- 種子田健：Electric Bass (#10)
- 秋山浩徳：Electric Guitar (#10)
- 真部裕、徳永友美、石亀協子、金孝珍：Strings (#10)
- 高田漣：Pedal Steel Guitar (#14)
- 岡村美央、伊能修、笠原あやの：Strings (#14)
- 岡田実音：Vocal Arrangement (北川悠仁) (#2.4.5.6.8.10.12.14)

## チャート
| チャート（2020年）              | 最高 順位 |
| ------------------------------- | --------- |
| Billboard Japan Hot Albums      | 2         |
| Billboard Japan Top Album Sales | 2         |
| Billboard Japan Download Albums | 3         |
| オリコン週間アルバムランキング  | 2         |

| チャート（2020年）             | 順位 |
| ------------------------------ | ---- |
| Billboard Japan Hot Albums     | 60   |
| オリコン年間アルバムランキング | 43   |

### 認定とセールス
| 国/地域                                             | 認定     | 認定/売上数                        |
| --------------------------------------------------- | -------- | ---------------------------------- |
| 日本 (RIAJ)                                         | ゴールド | 77,500（フィジカルCD) （オリコン） |
| * 認定のみに基づく売上数 ^ 認定のみに基づく出荷枚数 |          |                                    |